# 니키 드로치
니키 딜로치(Nikki DeLoach, 1979년 9월 9일 ~ )는 미국의 배우이다.

## 출연 작품
- 헌티드 (2013)
- 헐리우 (2011)
- 앤서 투 낫씽 (2011)
- 마스크 메이커 (2010, Maskerade)
- 더 리버 와이 (2010)
- 플라잉 레슨 (2010)
- 트라이얼 (2010)
- 러브 & 드럭스 (2010)
- 아메리칸 캐롤 (2008, An American Carol)
- 하우스 버니 (2008)
- 윈드폴 (2006)
- 네트 2.0 (2006)
- 사랑은 언제나 좋아 (2001)
- 여행자 (1997)
- Gunfighter's Moon (1995)

### 텔레비전
- The All-New Mickey Mouse Club (1993-94)
- North Shore (2004-05)
- CSI: 뉴욕 (2006)
- 콜드 케이스 (2007)
- 우리 생애 나날들 (2007-09)
- 어쿼드 (2011-16)
- CSI: 과학수사대 (2013)
- 메이저 크라임 (2014)
- NCIS (2014)
- 크리미널 마인드 (2014)
- 캐슬 (2015)
- 매드맨 (2015)
- 그레이 아나토미 (2015)
- 9-1-1 (2021)